# Allegador
Se llama allegador a un instrumento agrícola que sirve para reunir la parva trillada en el centro de la era. 
Se compone de un tablón grueso de unas 45 cm de ancho con dos argollas en las que se engancha el ganado, y dos palos curvos que se fijan en mitad de la anchura del tablón y dan la vuelta hasta que, fijando las otras dos puntas presentan la tabla en posición oblicua. Arrastrado el tablón por el ganado reúne la parva en muy poco tiempo para lo cual el hombre se sube encima de los costados en que están fijos los palos recurvos. 